# Walter Tysall
Walter Tysall (n. 3 aprilie 1880, Birmingham, Regatul Unit al Marii Britanii și Irlandei – d. 1955, Ashton-on-Ribble⁠(d), Anglia, Regatul Unit) a fost un gimnast artistic ce a reprezentat Regatul Unit al Marii Britanii și al Irlandei de Nord, medaliat olimpic. A participat la o ediție a Jocurilor Olimpice (1908) în care a câștigat o medalie de argint.

## Participări
Lista de mai jos prezintă principalele competiții la care a participat Walter Tysall de-a lungul carierei.
- gymnastics at the 1908 Summer Olympics – men's artistic individual all-around[*]